# 攀枝花中国三线建设博物馆
攀枝花中国三线建设博物馆（英語：The Third Line Construction Museum of China in Panzhihua）是一座位于四川攀枝花的三线建设相关主题博物馆。馆长是熊锦成。

## 历史
2015年3月3日建成开馆，原名四川攀枝花三线建设博物馆，2016年4月11日经中华人民共和国国务院办公厅批准改为现在名字，同年6月25日正式揭牌，馆名由宋平题写。占地面积59亩，总建筑面积24,023平方米，有馆藏文物1万余件，图片2万余张。

## 营业时间
- 周二、周三、周日：上午九点至下午五点
- 周四、周五、周六：上午九点至下午六点
- 周一闭馆